# Уфимский государственный авиационный технический университет
Уфимский государственный авиационный технический университет (УГАТУ) (баш. Өфө дәүләт авиация техник университеты (ӨДАТУ)) —  федеральное государственное бюджетное образовательное учреждение высшего образования, высшее техническое учебное заведение в городе Уфе. Награждён орденом Ленина (1982).
Реорганизован в 2022 слиянием с Башкирским государственным университетом в Уфимский университет науки и технологий.

## Описание
Университет готовил специалистов по 61 специальности и 25 направлениям в области авиационной и ракетно-космической техники, автоматики и управления, экономики, машиностроения и металлообработки, приборостроения, электронной техники, радиотехники и связи, электромеханики, электроэнергетики, прикладной математики, информационной и вычислительной техники, безопасности жизнедеятельности. УГАТУ являлся единственным вузом в Башкортостане, где в институте военно-технического образования осуществлялась военная подготовка по трём направлениям: офицеров кадра, офицеров и солдат запаса. При университете действовал Уфимский авиационный техникум. Университет выпускал научный журнал «Вестник УГАТУ» и газету «Авиатор».
На территории университета установлен самолёт-памятник МиГ-19П, перед корпусом № 9 — бюст Ю. А. Гагарина.

## История
Исторические корни УГАТУ уходят в XIX век: прародителем университета был Варшавский политехнический институт, в 1907 году переведённый в Новочеркасск.
В 1932 году основан Рыбинский авиационный институт, базой которого стал филиал Новочеркасского авиационного института.
Осенью 1941 года Рыбинский авиационный институт эвакуирован в Уфу вместе с библиотекой, и в 1942 году переименован в Уфимский авиационный институт имени Серго Орджоникидзе (УАИ) (в 1955 году институт в Рыбинске возрождён).
В 1982 году за заслуги в подготовке квалифицированных специалистов и развитии научных исследований УАИ был награждён орденом Ленина.
В 1992 году УАИ получил статус технического университета и награждён Почётной грамотой Президиума Верховного Совета Российской Федерации.
В 2011 году вуз переименован в Федеральное государственное бюджетное образовательное учреждение высшего профессионального образования «Уфимский государственный авиационный технический университет». В 2016 году вуз переименован в Федеральное государственное бюджетное образовательное учреждение высшего образования «Уфимский государственный авиационный технический университет».
В 2021 году появилась информация, что руководство Башкортостана намерено объединить УГАТУ с Башкирским государственным университетом.
8 июля 2022 создан Уфимский университет науки и технологий путём реорганизации (слияния) БашГУ и УГАТУ, завершившейся 1 ноября.

## Структура
Институты и факультеты

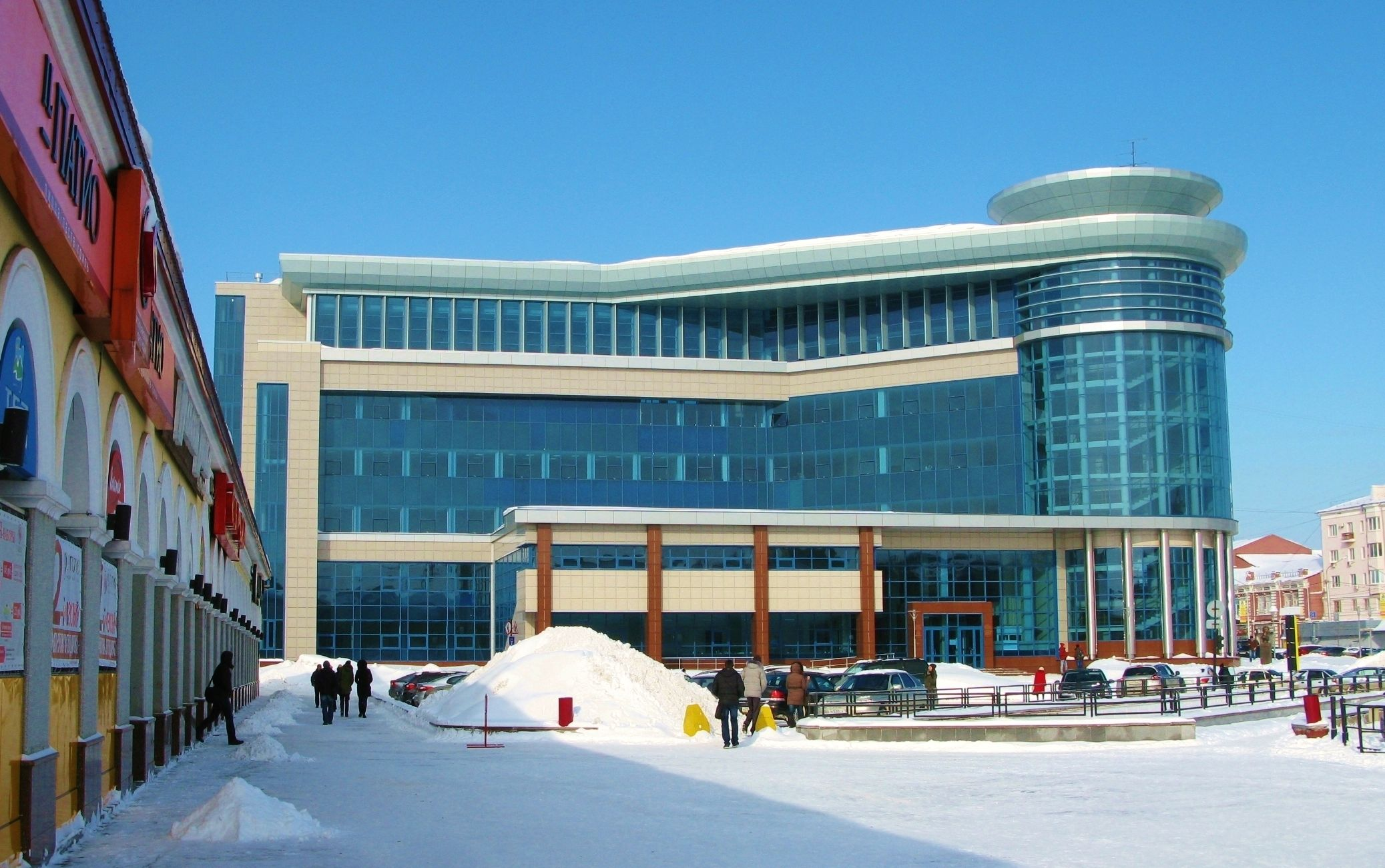
Уфимский государственный авиационный технический университет (Корпус № 9)

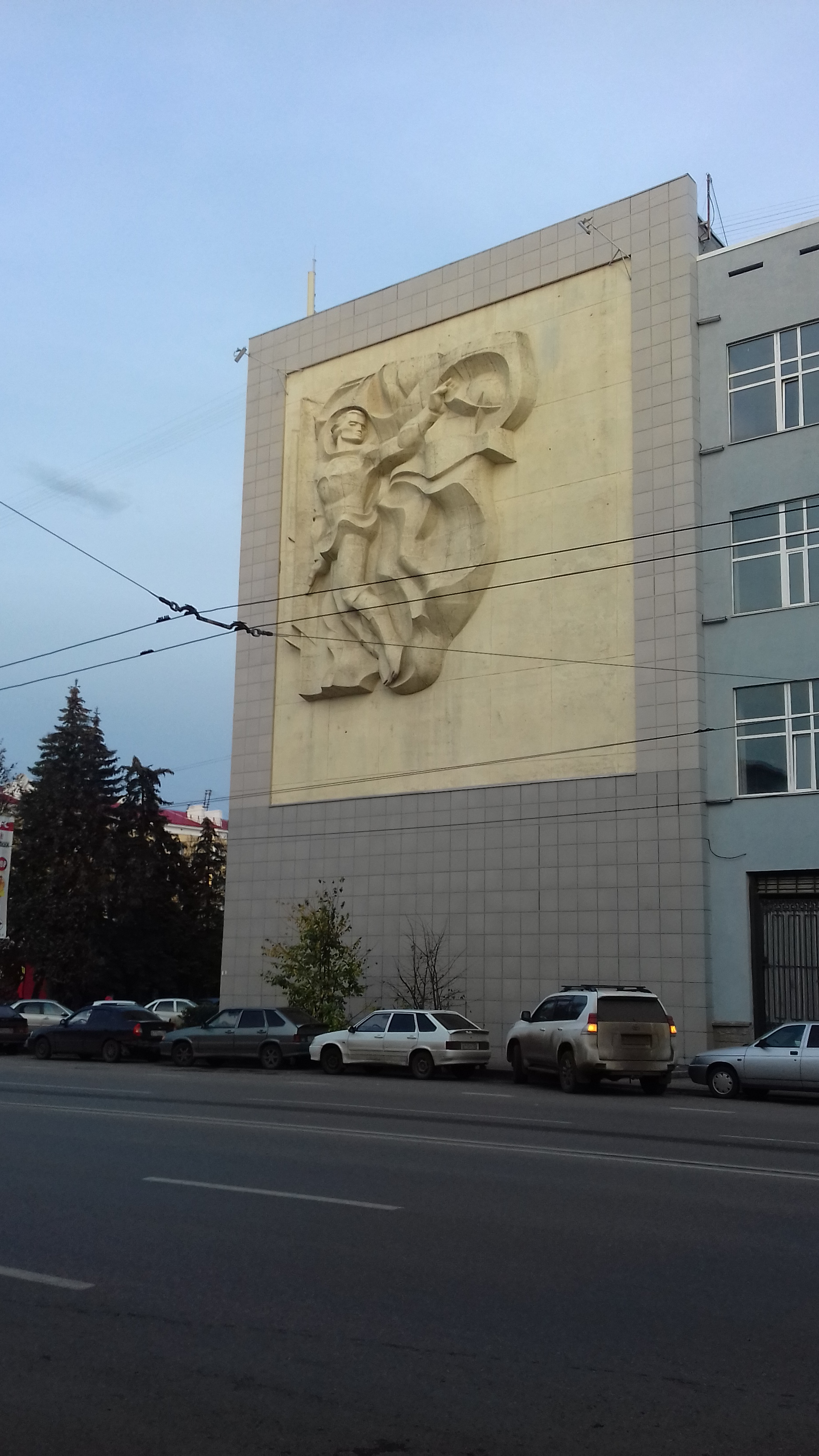
Институт авиационных технологий и материалов

- Институт авиационных технологий и материалов
- Институт военно-технического образования
- Институт экономики и управления
- Вечерний факультет при УМПО
- Факультет авиационных двигателей, энергетики и транспорта
- Факультет авионики, энергетики и инфокоммуникаций
- Факультет защиты в чрезвычайных ситуациях
- Институт информатики, математики и робототехники

Филиалы
- Филиал УГАТУ в городе Ишимбае
- Филиал УГАТУ в городе Кумертау
- Уфимский авиационный техникум

## УГАТУ-САТ
Университет участвовал в программе запуска микроспутников.

## Рейтинги
В 2014 году агентство «Эксперт РА» включило вуз в список лучших высших учебных заведений Содружества Независимых Государств, где ему был присвоен рейтинговый класс «Е».
В 2020 году в рейтинге Round University Ranking УГАТУ занял 37-е место по Российской Федерации.

## Руководство
Директора РАИ:
- 1932—1933 — Семён Абрамович Фрейман[21]
- 1933—1935 — Николай Иванович Душинов[21][22]
- 1935—1936 — Зиновий Григорьевич Гординский[21][23]
- 1936—1939 — Владимир Антонович Гогосов
- 1939—1942 — Иван Павлович Емелин[24]

Директора УАИ:
- 1942—1944 — Александр Филиппович Гусаров[25]
- 1944—1961 — Иван Павлович Емелин[1][24]

Ректоры УАИ и УГАТУ:
- 1961—1992 — Рыфат Рахматуллович Мавлютов
- 1992—2003 — Салават Тагирович Кусимов
- 2003—2014 — Мурат Бакеевич Гузаиров
- 2014—2015 — (и. о.) Александр Николаевич Дегтярёв
- 2015—2019 — Николай Константинович Криони[26]
- 2019—2022 — Сергей Владимирович Новиков[27][28][29]